# Лаупа
Ла́упа (эст. Laupa) — деревня в волости Тюри уезда Ярвамаа, Эстония. 

## География и описание

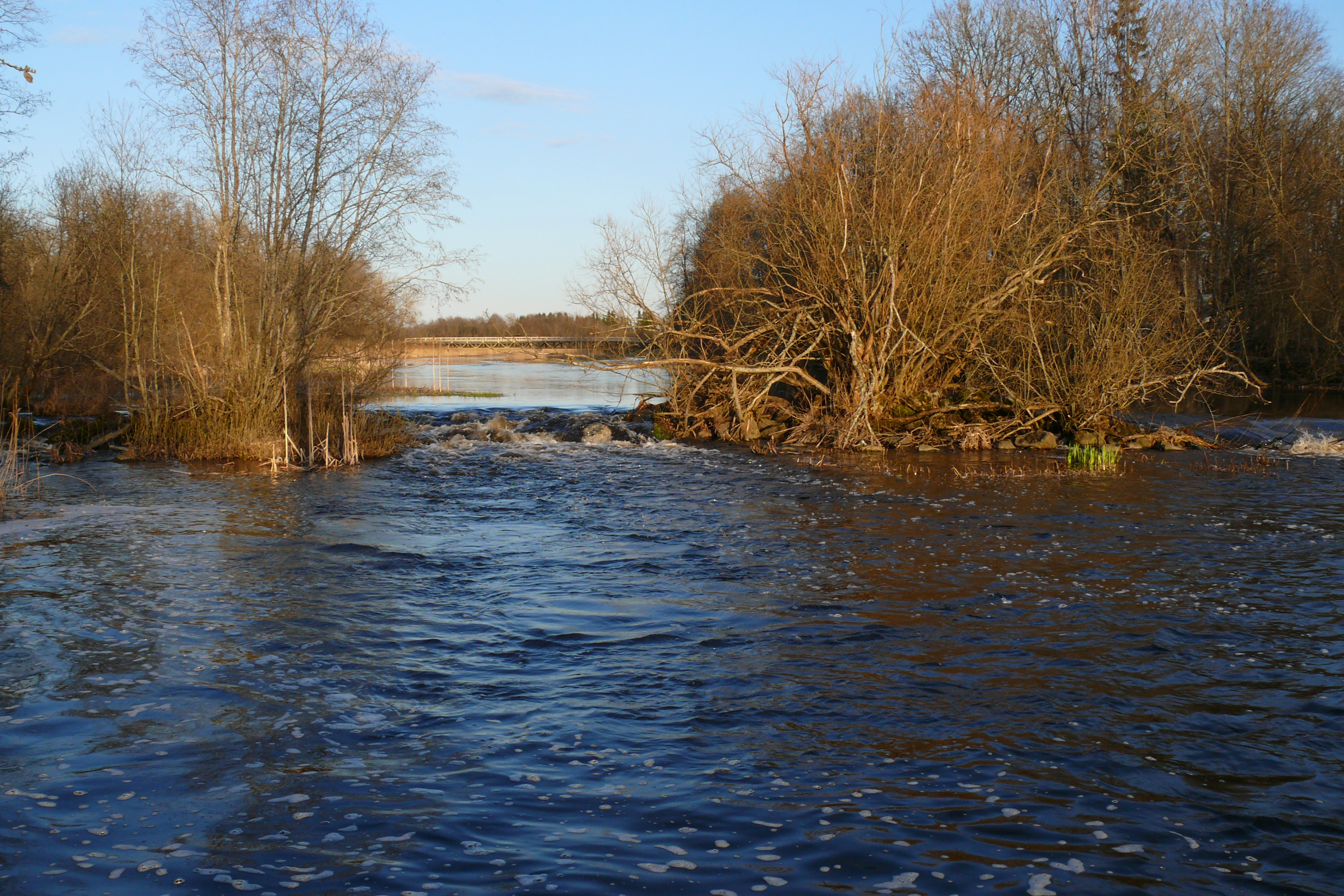
Река Пярну в деревне Лаупа

Лаупа расположена в центральной Эстонии, в 111 км от Таллина. Центр деревни находится на высоте 66 метров, а самая высокая точка в окрестностях находится на высоте 75 метров над уровнем моря, в одном километре к северо-западу от Лаупа. Ближайший крупный к деревне город — уездный центр Пайде, расположенный в 17,6 км к северо-востоку от Лаупа. 
Местность вокруг деревни довольно плоская и представляет собой смесь сельскохозяйственных угодий и естественной растительности. Через деревню протекает река Пярну.
Официальный язык — эстонский. Почтовый индекс — 72102.

## Климат
Климат умеренный. Среднегодовая температура в этом районе составляет 2 °C. Самый жаркий месяц — июль, когда средняя температура составляет 17 °C, самый холодный — январь с –12 °C.

## Население
По данным переписи населения 2021 года, в деревне проживали 166 человек, из них 157 (94,6 %) — эстонцы.
Численность населения деревни Лаупа по данным переписей населения:
| Год     | 1959 | 1970  | 1979  | 1989  | 2000  | 2011  | 2021  |
| ------- | ---- | ----- | ----- | ----- | ----- | ----- | ----- |
| Человек | 296  | ↘ 234 | ↗ 255 | ↘ 213 | ↗ 221 | ↘ 187 | ↘ 166 |

## Мыза
Мыза Лаупа (нем. Laupa, эст. Laupa mõis) была основана в начале XVII века. Основателем поместья Лаупа является Клаус Треллот, шведский кавалерийский офицер, купивший деревню Лаупа в 1614 году. Деревянный дом был построен на этом месте в 1853—1855 годах семьей Таубе, но был сожжен повстанцами во время восстания 1905 года.
Нынешнее главное здание мызы было спроектировано таллиннским архитектором Жаком Розенбаумом в 1910 году и завершено в 1913 году. Этот стиль представляет собой эклектичную архитектуру в стиле необарокко с сильным влиянием модерна и неорококо. Мыза считается одним из самых исторически верных зданий Жака Розенбаума. Здание богато украшено пилястрами, полуколоннами, террасами, балюстрадами, лепными гирляндами и морскими раковинами в стиле рококо. Некоторые украшения были изготовлены в знаменитой мастерской скульптора Августа Фольца в Риге. Мыза считается одной из самых удачных художественно выполненных мыз Эстонии.

С 1922 года в главном здании мызы работает начальная школа Лаупа.

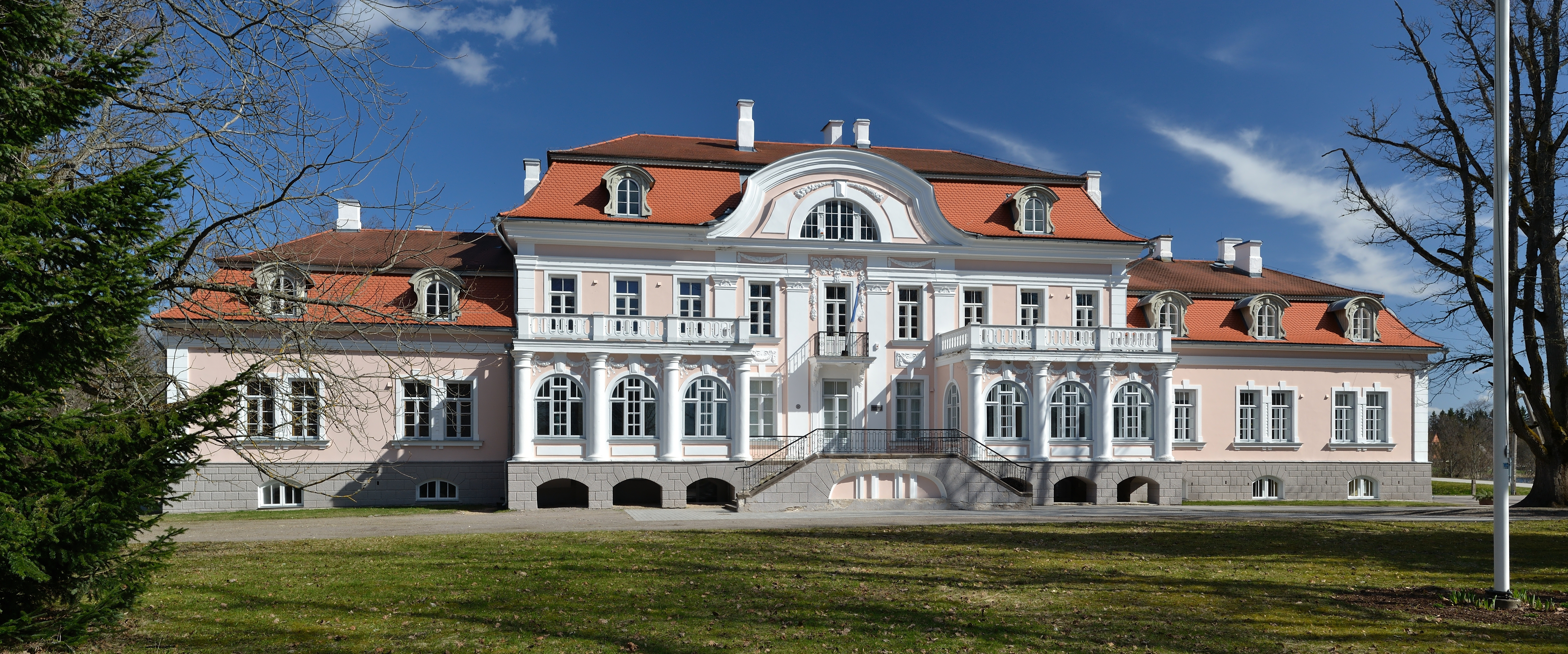
Парадный фасад главного здания мызы
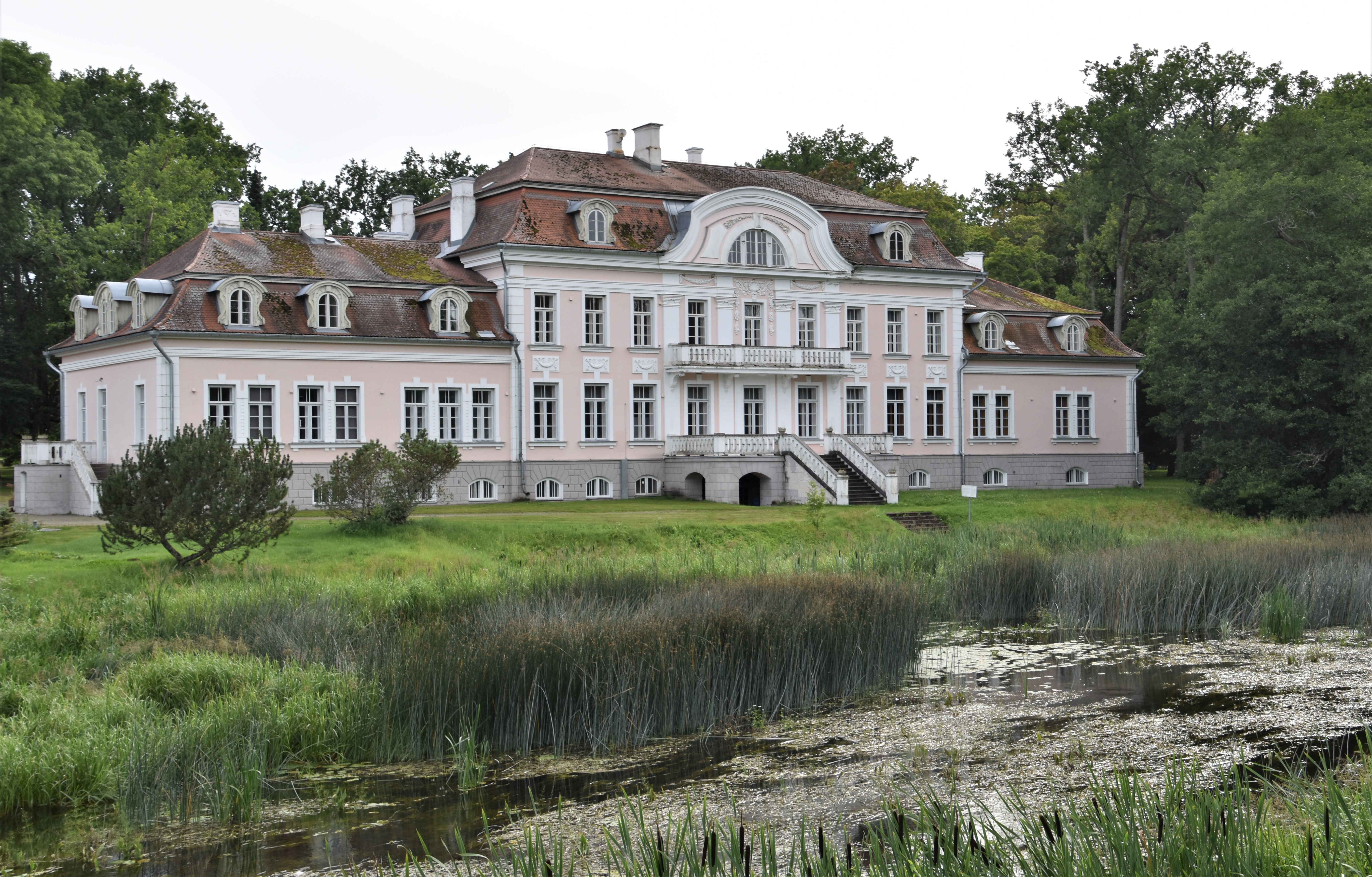
Задний фасад главного здания мызы
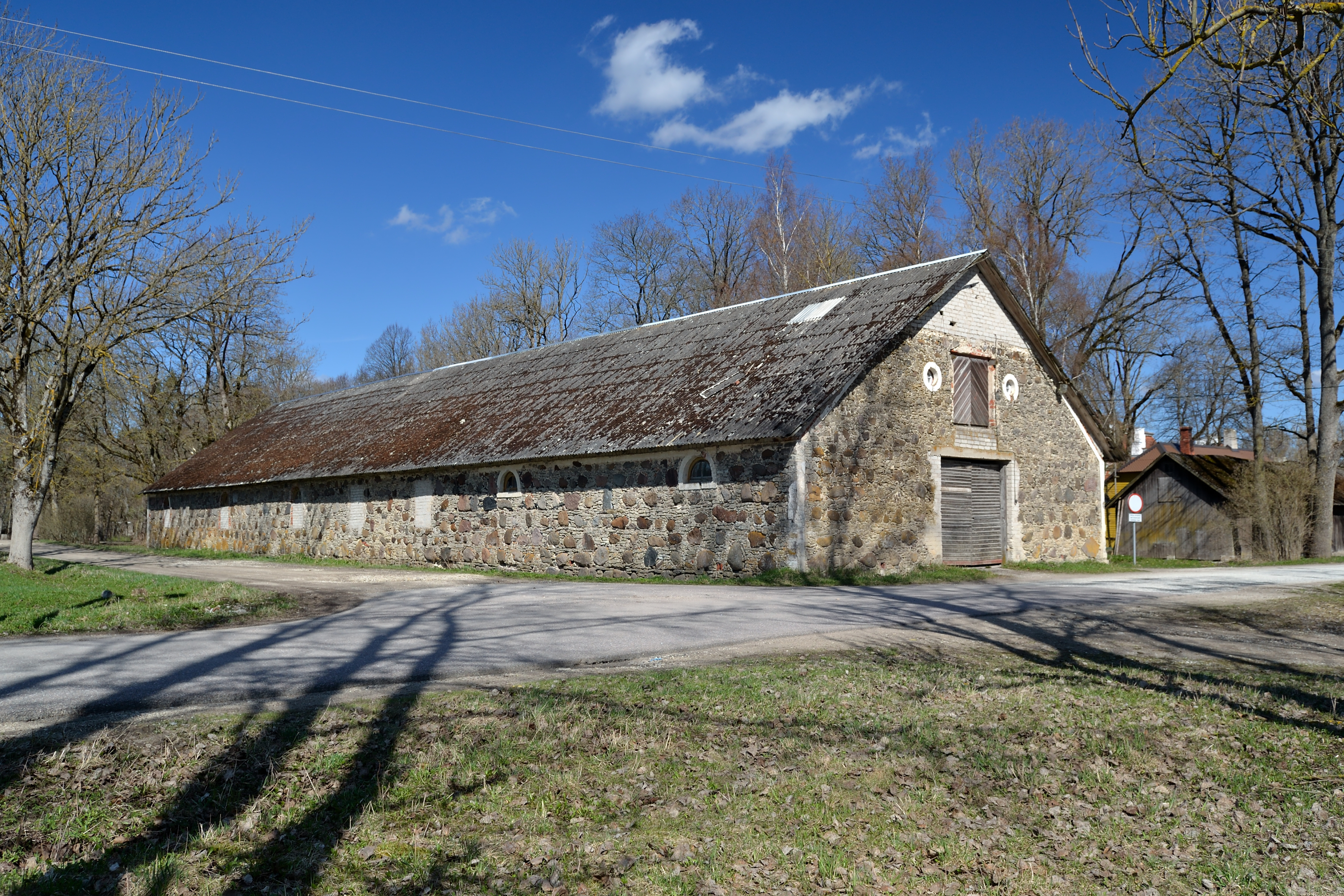
Конюшня
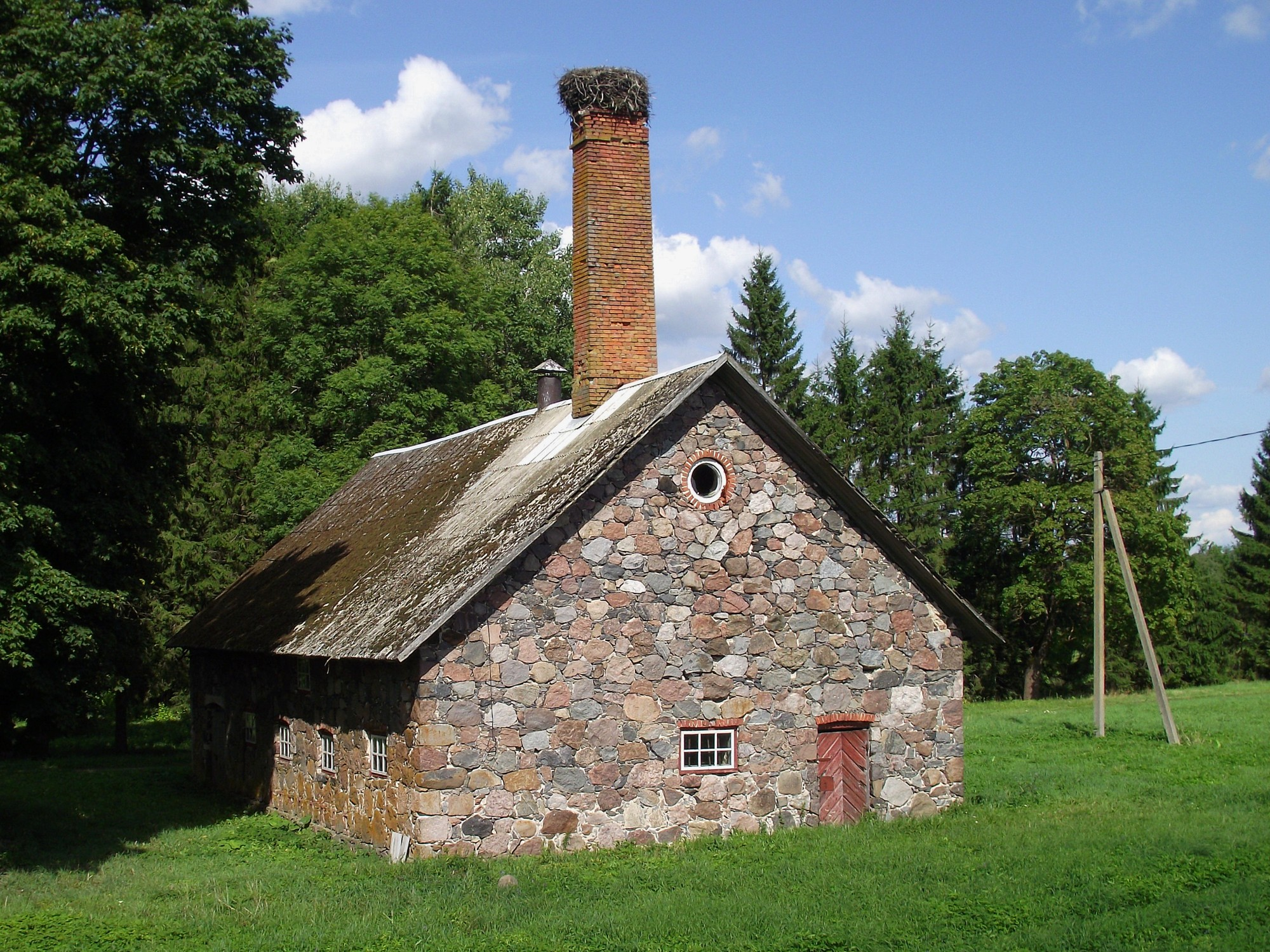
Сушильня
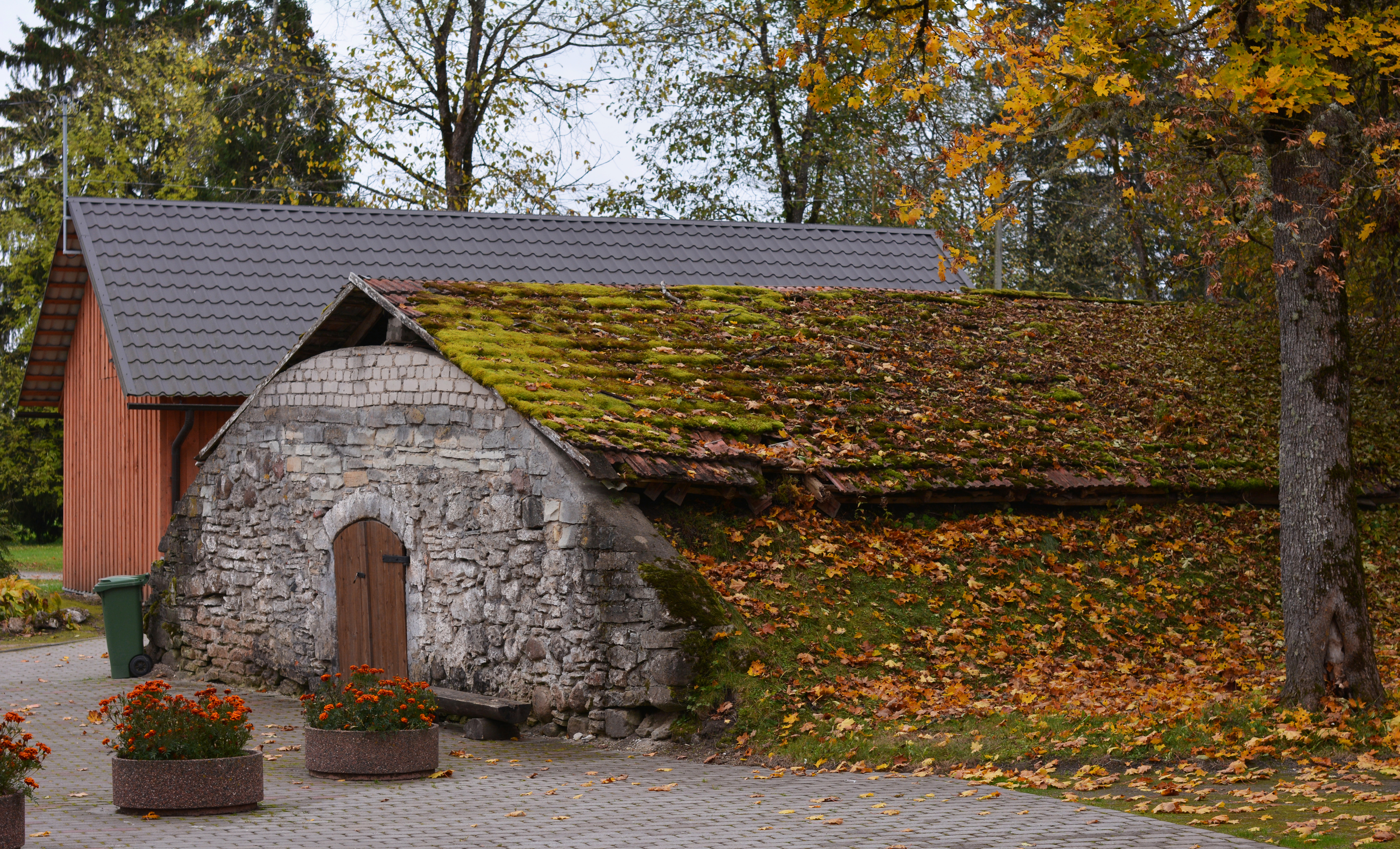
Ледовый погреб

### Комментарии
1. ↑  Эстонские топонимы, оканчивающиеся на -а, не склоняются (исключение — Нарва)